# Reklama (singel)
Reklama – pierwszy i debiutancki album Krzysztofa "K.A.S.Y." Kasowskiego, wydany w czerwcu 1996. Zawiera dwa utwory: Reklama i En.U.De.A. oraz po jednym remiksie każdego z utworów.
W obu utworach wykorzystano następujące samplingi:
- w utworze Reklama – Nasza matka Katarzyna łojcu nochol oparzyła (wyk. Henryk Pawłowski)
- w utworze En.U.De.A. – A Ty ptaszku kręglaszku (wyk. orkiestra dęta "Dzierzgowice" w domu kultury "Chemik" przy Zakładach Azotowych Kędzierzyn S.A.

## Lista utworów
Opracowano na podstawie materiału źródłowego.
1. Reklama (Radio Edit) (K. Kasowski – K. Kasowski) – 3:13
2. Reklama (Garaż Mix) (K. Kasowski – K. Kasowski) – 4:52
3. En.U.De.A. (Radio Edit) (J. Kochan, M. Felecki – K. Kasowski) – 4:01
4. En.U.De.A. (Muffin Masta Mix) (J. Kochan, M. Felecki – K. Kasowski) – 4:51

Łączny czas: 16:57

## Twórcy
- Krzysztof "K.A.S.A." Kasowski – śpiew i teksty (wszystkie utwory), muzyka (utwory 1-2), gitara basowa, perkusja
- Jacek Kochan – muzyka (utwory 3-4), realizacja nagrań
- Mieczysław Felecki – muzyka (utwory 3-4), realizacja nagrań, remiksy (utwory 2 i 4)
- Jacek Gawłowski – mastering
- Studio 27 (Arkadiusz Stegenka, Karol Laskowski, Karol Perepłyś) – projekt okładki
- Jerzy Linder – zdjęcia na okładce
- Danuta Godzisz-Stegenka – stylizacja na okładce